# Jean Monbourquette
 (août 2007).
Si vous disposez d'ouvrages ou d'articles de référence ou si vous connaissez des sites web de qualité traitant du thème abordé ici, merci de compléter l'article en donnant les références utiles à sa vérifiabilité et en les liant à la section « Notes et références ».
 (novembre 2021).
Jean Monbourquette (1933-2011) est un prêtre et psychologue québécois.

## Biographie
Jean Monbourquette, né à Saint-Jean-sur-Richelieu en 1933, mort à Ottawa le dimanche 28 août 2011, a fait son cours classique au Séminaire de Saint-Jean. En 1954, il entra dans la Congrégation des missionnaires Oblats où il fut ordonné prêtre en 1958. Après avoir été professeur à l'École secondaire de l'Université d'Ottawa de 1959 à 1967, il devint pasteur dans la paroisse Notre-Dame de Hull. En 1975, à la suite de ses études en psychologie à San Francisco, il enseigna au Centre Saint-Pierre de Montréal et à l'Institut de Pastorale de l'Université Saint-Paul d'Ottawa. Professeur agrégé de la même Université, il était à la retraite. Ancien membre de la Corporation professionnelle des psychologues du Québec, il avait une pratique en counselling individuel, marital et familial.
Conférencier très apprécié, auteur de nombreux ouvrages consacrés au développement personnel, parmi lesquels le best-seller Aimer, perdre, grandir (Novalis, 1983 et Bayard, 1995), il est l’un des premiers à avoir voulu relier l’approche psychologique et l’approche spirituelle.
Celui qui voulait devenir « médecin des âmes » est ordonné prêtre en 1958 dans la congrégation des oblats de Marie-Immaculée à Montréal et se forme à la psychologie en Californie. Il se passionne pour les méthodes nouvelles (l’analyse transactionnelle, la programmation neuro-linguistique et la Gestalt-thérapie) mais aussi pour la pensée de Carl Gustav Jung.
Il se spécialise dans la thérapie de couples, ainsi que dans le travail sur le deuil et le pardon, pour lequel il fonde des groupes de travail intitulés « Aimer, perdre, grandir ».

## Formation et titres
Il possède les grades suivants: licence en théologie, maîtrise en philosophie et en éducation obtenues à l'Université d'Ottawa. En 1975, il obtenait la maîtrise en psychologie clinique de l'Université de San Francisco, et en 1986, il terminait son doctorat en psychologie de l'International College de Los Angeles. Le sujet de sa thèse porta sur la spiritualité masculine étudiée dans une perspective jungienne.
Son approche clinique s'inspire de plusieurs écoles de psychologie et plus particulièrement, de la Programmation neurolinguistique et de l’Analyse psychologique de Carl Gustav Jung. Ses recherches portent sur les rapports de la psychologie et de la spiritualité, notamment en ce qui concerne la dynamique du deuil, l'accompagnement des mourants, le processus psycho spirituel du pardon, l'estime de soi et la mission personnelle dans la vie (le « guérisseur blessé »). Il aborde ces thèmes au cours de conférence et d'ateliers pour divers auditoires.
Il est l'auteur de nombreux articles de revues et des livres cités dans la partie "Publications" ci-dessous.

## Publications
- Aimer, perdre et grandir, 1994, Novalis/Bayard, Montréal/Paris, Tirage de 300 000 exemplaires.
- Allégories thérapeutiques, 1985, édition personnel.
- Comment pardonner?, 1992, Novalis/Bayard, Ottawa/Paris, Tirage 60,000.
- Groupe d'entraide pour personnes en deuil, 1993, Novalis, Montréal.
- L'ABC de la communication familiale, 1993, Novalis.
- Groupe d'entraide pour personnes séparées/divorcées, 72 p. 1994, Novalis, Montréal.
- Apprivoiser son ombre, le côté mal aimé de soi, 1997, Novalis /Bayard, Montréal/Paris.
- À chacun sa mission, 1999, Novalis/Bayard, Montréal/Paris.
- De l'estime de soi à l'estime du Soi, 2001, Novalis/ Bayard, Montréal/Paris, Prix 2003 de L'Association Société et Communication  de Montréal).
- Pour des enfants autonomes, 2004, Novalis/Bayard, Montréal/Paris.
- La violence des hommes, 2006, Montréal/Paris, Novalis/Bayard.
- La mort, ça s’attrape ?, 2008, Novalis/Bayard, Montréal.
- Le guérisseur blessé, 2009, Novalis/Bayard, Montréal
- Les projections maléfiques, 2015, Novalis/Bayard, Montréal (posthume)

Il est également co-auteur des livres suivants:
- Stratégies de l'estime de soi et du Soi, Novalis/Bayard, Montréal/Paris.
- Le temps précieux de la fin, 2003, Novalis, Montréal.
- Grandir ensemble, 1992, Paulines, Montréal/Paris.
- Mourir en vie ! les temps précieux de la fin avec Denise Lussier-Russell, 1992, Ed. Novalis
- Je suis aimable, je suis capable, 1996, Novalis/Bayard, Montréal/Paris.
- Stratégies de l'estime de soi et de l'estime du Soi, 2003), Novalis/Bayard, Montréal/Paris
- Demander pardon sans s'humilier, 2004, Novalis/Bayard, Montréal/Paris.

Certains de ces livres sont traduits en douze langues différentes dont le chinois et le japonais.

## Ateliers de formation
Jean Monbourquette a animé jusqu'à la fin de sa vie des ateliers de formation à divers groupes de professionnels au Canada, en France, en Suisse et en Belgique.
Il a donné son nom à la Maison Monbourquette, une institution apte à faire le suivi du deuil, fondée par Lisette Jean et Gérard Veilleux, président de la Compagnie Power Corporation.
Il a également été formateur pour les bénévoles de la Maison Monbourquette.